# Henri Dutilleux
Henri Dutilleux (Angers, 22 gennaio 1916 – Parigi, 22 maggio 2013) è stato un compositore francese, ritenuto l'ultimo erede della grande scuola musicale francese che parte da Claude Debussy.

## Biografia
Nato in una famiglia di artisti (il nonno paterno, Constant Dutilleux, fu pittore, mentre il nonno materno, Julien Koszul, fu compositore, organista e direttore del conservatorio di Roubaix), Henri Dutilleux studiò armonia, contrappunto e pianoforte con Victor Gallois al conservatorio di Douai; nel 1933 andò a vivere a Parigi dove studiò al conservatorio fino al 1938, allievo di Jean e Noël Gallon (armonia e contrappunto), Henri Busser (composizione) e Maurice Emmanuel (storia della musica).
Dutilleux vinse il Prix de Rome nel 1938 con la sua cantata L'anneau du Roi, ma non poté completare la sua residenza romana a Villa Medici a causa dello scoppio del secondo conflitto mondiale. Fu arruolato nell'esercito francese, dove prestò servizio per un anno come infermiere; poté far ritorno a Parigi nel 1940, dove lavorò come pianista, arrangiatore e docente di musica.

Nel 1942 fu, per qualche mese, maestro del coro presso l'Opéra di Parigi. Nel 1944 fu nominato Responsabile della produzione musicale di Radio France, incarico che lascerà nel 1963 per potersi dedicare interamente alla composizione.

Nel 1961 diventa docente di composizione presso l'École Normale de Musique de Paris, mentre dal 1970 terrà lo stesso incarico al Conservatorio Superiore. Fra i suoi allievi sono da ricordare i compositori Gérard Grisey e Francis Bayer.
Nel 1998 la città di Clamart (presso Parigi) decide di rendergli omaggio intitolando a suo nome il conservatorio ("Conservatoire de Musique, Danse et Art Dramatique Henri Dutilleux").
Nel corso della sua lunga vita ha ricevuto numerosi ed importanti riconoscimenti internazionali: oltre al Grand Prix national de la Musique (attribuitogli nel 1967) ed il Prix MIDEM Classique di Cannes (1999), il 29 gennaio 2005 (all'età di 89 anni) ha ricevuto il Premio Ernst von Siemens; questo premio, di grande prestigio ed importanza, ha ricompensato, secondo la giuria, "uno dei grandi artisti della musica contemporanea francese, la cui produzione si distingue per la sua chiarezza poetica". Henri Dutilleux è il terzo compositore francese (dopo Olivier Messiaen e Pierre Boulez) ad avere ricevuto questo premio, che è stato attribuito per la prima volta all'inglese Benjamin Britten nel 1974.

## La sua musica
La musica di Henri Dutilleux trae le sue origini dai compositori francesi del primo Novecento (Claude Debussy, Maurice Ravel), ma sono visibili pure evidenti influenze di autori quali Béla Bartók e Igor' Fëdorovič Stravinskij.

In anni più tardi, il suo atteggiamento nei riguardi dello strutturalismo fu decisamente più problematico: se da un lato Dutilleux è sempre stato interessato allo sviluppo della musica contemporanea, al punto da incorporare alcuni elementi della tecnica strutturalista nelle sue proprie composizioni, dall'altro non ha mai smesso di denunciare i lati più radicali ed intolleranti di quel movimento. In ogni caso, Dutilleux ha sempre rivendicato la propria indipendenza artistica, ed ha sempre rifiutato di essere associato con qualunque scuola o movimento.

Il suo personale lavoro tende semmai alla fusione dei linguaggi più tradizionali (legati all'impressionismo) con le tecniche più recenti (talora si possono notare anche alcuni echi jazzistici, mirando alla costruzione del proprio sincretico mondo sonoro).
Alcuni segni distintivi del suo lavoro sono, oltre all'utilizzo di situazioni timbriche orchestrali molto raffinate ed a intricate combinazioni ritmiche, una generale tendenza verso l'atonalità e la polimodalità, il concetto molto personale di "variazione inversa" (ovvero l'esposizione di un tema non avviene all'inizio, ma esso viene rivelato gradualmente, apparendo nella sua forma completa solo dopo diverse esposizioni parziali o frantumate). Un altro suo primario interesse è la distribuzione spaziale degli strumenti, che spesso non segue le regole ordinarie.
Per sua stessa ammissione, molta della sua produzione è stata influenzata dalle arti visive, dalla letteratura e dalla poesia; in questo senso Dutilleux ha spesso citato i nomi di Charles Baudelaire, Marcel Proust e del pittore Vincent van Gogh (le influenze dirette di quest'ultimo sono rintracciabili nella sua composizione Timbre, Espace, Mouvement, chiamata anche La Nuit Etoilée, come l'omonimo quadro di van Gogh).
Compositore estremamente perfezionista, dotato di un acuto senso autocritico, ha permesso di pubblicare solo una parte relativamente piccola dei suoi lavori, e non ha mai smesso di revisionare ed aggiustare anche le opere già pubblicate.

## Opere scelte

### Musica orchestrale
- Sinfonia n. 1 (1951)
- Symphony n. 2 "Le Double" (per 2 gruppi strumentali) (commissionata dalla Fondazione Koussevitzky, 1959) nella Symphony Hall di Boston diretta da Charles Münch
- Métaboles (commissionato dall'Orchestra di Cleveland, 1964)
- Timbre, Espace, Mouvement ou la Nuit Etoilée (1978) nel Kennedy Center's Opera House di Washington diretto da Mstislav Rostropovich
- Mystère de l'Instant (1989)

### Composizioni per solisti e orchestra
- Tout un Monde Lointain per violoncello e orchestra (commissionato da Mstislav Rostropovich, 1970) nel Théâtre en Plein-air de l'Archevêché di Aix-en-Provence eseguito da Rostropovich
- L'Arbre des Songes per violino e orchestra (commissionato dall'Orchestre National de France, 1985)
- Sur le Même Accord, notturno per violino e orchestra (dedicato alla violinista Anne-Sophie Mutter, 2002)

### Musica da camera
- Sarabande et Cortège per fagotto e pianoforte (1942)
- Sonatine per flauto traverso e pianoforte (1943)
- Sonata per oboe e pianoforte (1947)
- Sonata per pianoforte (1948)
- Choral, Cadence et Fugato per trombone e pianoforte (1950)
- Tous les Chemins per pianoforte (1961)
- Bergerie per pianoforte (1963)
- Résonances per pianoforte (1965)
- Figures de Résonances per pianoforte (1970)
- 3 Préludes per pianoforte (1973-1988)
- Ainsi la Nuit per quartetto d'archi (commissionato dalla Fondazione Koussevitzky, 1976)
- Trois Strophes sur le Nom de Sacher per violoncello (1976-1982)
- Les Citations per oboe, clavicembalo, contrabbasso e percussioni (1991)

### Musica corale
- The Shadows of Time per coro di bambini e orchestra (1997)

### Musica vocale
- L'Anneau du Roi, cantata (1938)
- Quatre Mélodies per voce e pianoforte (1943)
- La Geôle per voce e orchestra (1944)
- Deux Sonnets de Jean Cassou per baritono e pianoforte (1954)
- San Francisco Night per voce e pianoforte (1963)
- Correspondances per soprano e orchestra (commissionato dai Berliner Philharmoniker, 2003)
- Le Temps l'Horloge per soprano e orchestra (2007-2009)

### Balletti
- Le Loup (1953)